# Oxypetalum
Oxypetalum är ett släkte av oleanderväxter. Oxypetalum ingår i familjen oleanderväxter.

## Dottertaxa tillOxypetalum, i alfabetisk ordning[1]
- Oxypetalum acerosum
- Oxypetalum aequaliflorum
- Oxypetalum albicans
- Oxypetalum alpinum
- Oxypetalum appendiculatum
- Oxypetalum arachnoideum
- Oxypetalum arenicola
- Oxypetalum argentinum
- Oxypetalum arnottianum
- Oxypetalum attenuatum
- Oxypetalum aurantiacum
- Oxypetalum balansae
- Oxypetalum banksii
- Oxypetalum barberoanum
- Oxypetalum boudetii
- Oxypetalum brachystemma
- Oxypetalum brachystephanum
- Oxypetalum burchellii
- Oxypetalum capitatum
- Oxypetalum ceratostemma
- Oxypetalum charrua
- Oxypetalum chodatianum
- Oxypetalum coalitum
- Oxypetalum commersonianum
- Oxypetalum confusum
- Oxypetalum cordifolium
- Oxypetalum costae
- Oxypetalum crispum
- Oxypetalum dactylostelma
- Oxypetalum decaisneanum
- Oxypetalum dombeyanum
- Oxypetalum dusenii
- Oxypetalum ekblomii
- Oxypetalum erectum
- Oxypetalum erianthum
- Oxypetalum erostre
- Oxypetalum fiebrigii
- Oxypetalum filamentosum
- Oxypetalum flavopurpureum
- Oxypetalum foliosum
- Oxypetalum fontellae
- Oxypetalum fuscum
- Oxypetalum glabrescens
- Oxypetalum glabrum
- Oxypetalum glaziovianum
- Oxypetalum glaziovii
- Oxypetalum gracile
- Oxypetalum gracilis
- Oxypetalum guaraniticum
- Oxypetalum gyrophyllum
- Oxypetalum habrogynum
- Oxypetalum harleyi
- Oxypetalum helios
- Oxypetalum heptalobum
- Oxypetalum hilarianum
- Oxypetalum hoehnei
- Oxypetalum humile
- Oxypetalum incanum
- Oxypetalum insigne
- Oxypetalum jacobinae
- Oxypetalum joergensenii
- Oxypetalum karstenianum
- Oxypetalum kleinii
- Oxypetalum kuhlmannianum
- Oxypetalum laciniatum
- Oxypetalum lanatum
- Oxypetalum laxum
- Oxypetalum leonii
- Oxypetalum lindenianum
- Oxypetalum lineare
- Oxypetalum lividum
- Oxypetalum longipedunculatum
- Oxypetalum lutescens
- Oxypetalum lynchianum
- Oxypetalum malmei
- Oxypetalum marambaiense
- Oxypetalum marginatum
- Oxypetalum martii
- Oxypetalum melinioides
- Oxypetalum microphyllum
- Oxypetalum minarum
- Oxypetalum molle
- Oxypetalum montanum
- Oxypetalum morilloanum
- Oxypetalum mosenii
- Oxypetalum muticum
- Oxypetalum oblanceolatum
- Oxypetalum obtusifolium
- Oxypetalum ophiuroideum
- Oxypetalum ostenii
- Oxypetalum pachyglossum
- Oxypetalum pachygynum
- Oxypetalum pannosum
- Oxypetalum pardense
- Oxypetalum parviflorum
- Oxypetalum patulum
- Oxypetalum pearsonii
- Oxypetalum pentasetum
- Oxypetalum peruvianum
- Oxypetalum pilosum
- Oxypetalum polyanthum
- Oxypetalum pubescens
- Oxypetalum rariflorum
- Oxypetalum reflexum
- Oxypetalum regnellii
- Oxypetalum reitzii
- Oxypetalum retusum
- Oxypetalum rojasianum
- Oxypetalum rusticum
- Oxypetalum schlechteri
- Oxypetalum schottii
- Oxypetalum schulzii
- Oxypetalum stenophyllum
- Oxypetalum stipatum
- Oxypetalum strictum
- Oxypetalum subcapitatum
- Oxypetalum sublanatum
- Oxypetalum suboppositum
- Oxypetalum sylvestre
- Oxypetalum tomentosum
- Oxypetalum tubatum
- Oxypetalum tucumanense
- Oxypetalum warmingii
- Oxypetalum weberbaueri
- Oxypetalum wightianum